# Филлипс, Грэм (актёр)
Грэм Дэ́вид Фи́ллипс (англ. Graham David Phillips; род. 14 апреля 1993, Лагуна-Бич, Калифорния, США) — американский актёр и певец, известный по фильмам «Эван Всемогущий» и «Бен-10: Наперегонки со временем», а также по роли Зака Флоррика в сериале «Хорошая жена».

## Биография
Филлипс родился в Лагуна-Бич, Калифорния. Его отец — Лайн Филлипс, адвокат и бывший судья. Осенью 2012 года Филлипс поступил в Принстонский университет.
С раннего возраста выступал на сцене, например принимал участие в постановке «Маленького принца» в «Нью-Йорк сити опера» в 2005 году.
В 2007 году Филлипс сыграл в фильме «Эван Всемогущий» со Стивом Кареллом и Морганом Фрименом в главных ролях. В том же году он снялся в фильме «Мальчик в коробке» и сыграл главную роль в фильме «Бен-10: Наперегонки со временем».
С 2009 по 2013 год Филлипс снимался в сериале «Хорошая жена». Кроме того, он снялся в таких сериалах, как «Король Квинса», «Справедливая Эми», «Расследование Джордан» и «Белый воротничок».
Филлипс, вместе с остальными актёрами сериала «Хорошая жена», трижды был номинирован на «Премию Гильдии киноактёров США» за Лучшую мужскую роль в драматическом сериале. Также он получил три номинации на премию Young Artist Award за роль в фильмах «Бен-10: Наперегонки со временем» и «Эван Всемогущий», а также за сериал «Хорошая жена». В 2012 году Филлипс снялся в фильме «Козы» c Дэвидом Духовны и Верой Фармигой, в 2014 году в фильме «Лето на Статен-Айленд», а в 2018 году в фильме «Секса не будет!!!».

## Фильмография
| Год       |    | Русское название                | Оригинальное название             | Роль               |
| --------- | -- | ------------------------------- | --------------------------------- | ------------------ |
| 2002      | с  | Король Квинса                   | The King of Queens                | Уинтроп            |
| 2004      | с  | Справедливая Эми                | Judging Amy                       | Тоби Кэрролл       |
| 2005      | тф | Долгий путь                     | Love's Long Journey               | Джефф Хафф         |
| 2006      | с  | Расследование Джордан           | Crossing Jordan                   | Кайл / Джона Уилер |
| 2006      | в  | Десять заповедей: Мюзикл        | The Ten Commandments: The Musical | сын Мозеса         |
| 2007      | ф  | Эван Всемогущий                 | Evan Almighty                     | Джордан Бакстер    |
| 2007      | ф  | Бен-10: Наперегонки со временем | Ben 10: Race Against Time         | Бен Теннисон       |
| 2009      | ф  | Мальчик в коробке               | Stolen                            | Марк Уэйкфилд      |
| 2009—2013 | с  | Хорошая жена                    | The Good Wife                     | Зак Флоррик        |
| 2012      | ф  | Козы                            | Goats                             | Эллис Уитман       |
| 2012      | с  | Белый воротничок                | White Collar                      | Эван Лири          |
| 2013      | ф  | Невинность                      | Innocence                         | Тоби Кроуфорд      |
| 2014      | ф  | Лето на Статен-Айленд           | Staten Island Summer              | Дэнни              |
| 2018      | ф  | Секса не будет!!!               | Blockers                          | Остин              |
| 2021      | ф  | День «да»                       | Yes Day                           | Брайан             |
| 2023      | ки | MARVEL Человек-Паук 2           | Marvel’s Spider-Man 2             | Гарри Озборн       |

### Комментарии
1. ↑  Заменил Скотта Портера в озвучке персонажа